# Ray Corley
Raymond Charles Corley, detto Ray (New York, 14 gennaio 1928 – East Northport, 5 febbraio 2007), è stato un cestista statunitense, professionista nella NBA e nella ABL.
Era il fratello di Ken Corley.

## Carriera
Venne selezionato dai Providence Steamrollers nel Draft BAA 1949.